# Miitomo
Miitomo — безкоштовна мобільна програма, соціальна мережа, розроблена Nintendo для пристроїв iOS і Android. Ця програма, перша від Nintendo, дозволяла користувачам спілкуватися з друзями, відповідаючи на різноманітні запитання, а також інтегрувала Twitter (X) і Facebook. Програма була випущена в березні 2016 року для iOS і Android разом із сервісом My Nintendo. Незважаючи на те, що спочатку вона мала критичний і комерційний успіх, з понад десятьма мільйонами завантажень по всьому світу через місяць після випуску, її популярність пішла на спад, і вона був остаточно припинена 9 травня 2018 року.

## Особливості

Персонаж Mii вітає гравця. Користувачі могли відвідувати власні кімнати Mii, щоб відповідати на запитання та надсилати повідомлення.

Miitomo слугував розмовним застосунком, у якому користувачі могли спілкуватися з друзями, відповідаючи на запитання на різні теми, як-от улюблені страви чи поточні інтереси. Подібно до Tomodachi Life, над яким також працювали деякі з команди розробників Miitomo, гравці використовували аватар Mii, який вони могли створити з нуля або отримати зі свого облікового запису My Nintendo чи QR-коду, і надавали йому голос, згенерований комп’ютером, і особистості. Користувачі могли додавати друзів у Miitomo, спілкуючись безпосередньо з їхнім пристроєм або зв’язавши програму зі своїми обліковими записами Facebook і Twitter. Торкаючись свого Mii, користувачі могли відповідати на різноманітні запитання, якими ділилися зі своїми друзями, а торкаючись своєї бульбашки думок, можна було почути відповіді від інших друзів. Користувачі могли відвідувати інших друзів та мали змогу відповідати на певні запитання, якими ділилися лише з певним другом. Гравці також могли робити фотографії своїх Mii, відомі як «MiiFotos», якими можна було ділитися з друзями, а також публікувати в Інтернеті. Виконання різних дій у програмі заробляло б «Miitomo Coins», які також можна було отримати через покупки в програмі. Ці монети можна витратити на різні предмети одягу, які можна використовувати для налаштування Mii користувача. Додаткові предмети одягу можна отримати в міні-грі «Miitomo Drop», у яку можна грати, витративши «Miitomo Coins» або використовуючи ігрові квитки, зароблені під час гри. Програма була пов’язана зі схемою винагород My Nintendo, за якою користувачі могли заробляти «Miitomo Platinum Points», виконуючи такі місії, як щоденна зміна вбрання або зв’язування облікових записів. «Miitomo Platinum Points» можна обміняти на винагороди за спеціальні предмети чи додаткові ігрові квитки або поєднати зі стандартними «Platinum Points» на інші винагороди My Nintendo.

## Розробка
Miitomo було вперше оголошено 25 жовтня 2015 року. Nintendo співпрацювала з DeNA, щоб використати їхнє розуміння мобільних платформ у рамках прагнення Nintendo до розробки мобільних пристроїв, які відповідали за інфраструктуру сервісу та інтеграцію My Nintendo. Програма була вперше випущена на внутрішньому ринку Nintendo в Японії 17 березня 2016 року, а пізніше була випущена на західних територіях 31 березня 2016 року. Групу розробників очолили основні розробники Tomodachi Life і під керівництвом директора Super Metroid Йошіо Сакамото. Крім того, Nintendo оголосила про плани оновити додаток і після закінчення періоду запуску.
Хоча це і не обов’язково, користувачі, які пов’язали свій обліковий запис Nintendo з Miitomo, отримували такі переваги, як збереження в хмарі. Застосунок було випущено разом із службою My Nintendo відповідно в усіх підтримуваних країнах. Miitomo вперше було запущено в Японії 17 березня 2016 року, а наприкінці місяця додаток став офіційно доступним у всіх шістнадцяти країнах, які мали право на «період попередньої реєстрації My Nintendo». Пізніше додаток став доступний у Мексиці, Швейцарії та Південній Африці 30 червня 2016 року та в Бразилії 28 липня 2016 року. Оновлення в листопаді 2016 року додало п’ять нових функцій, дозволяючи користувачам надсилати повідомлення друзям, налаштовувати свої кімнати, ділитися своїм одягом зі світом у «Style Central», публічно відповідати на запитання в «Answer Central» і дозволяти створювати «Sidekick» персонажів Mii, які мають власні кімнати. Разом із основним оновленням Miitomo було запущено ще в сорока країнах того самого дня без будь-яких офіційних повідомлень.
У січні 2018 року Nintendo оголосила, що гру буде припинено, а її сервери будуть закриті 9 травня 2018 року. Nintendo також заявила, що наприкінці травня після припинення Miitomo буде створено браузерний інструмент Mii Maker, подібний до якого можна буде використовувати для перенесення та збереження персонажів Mii, створених у програмі.

## Рецепція
| Агрегатор  | Оцінка |
| ---------- | ------ |
| Metacritic | 72/100 |

| Видання      | Оцінка |
| ------------ | ------ |
| Pocket Gamer | [ 20 ] |
| USgamer      | 4/5    |

У Японії Miitomo мав один мільйон користувачів протягом трьох днів після запуску, обігнавши месенджер LINE, як найбільш завантажувану безкоштовну програму в японському App Store. За тиждень після першого запуску акції Nintendo зросли на вісім відсотків після успіху програми. Менш ніж за 24 години після запуску в усьому світі 31 березня додаток уже мав три мільйони користувачів у всьому світі, а також піднявся на вершину App Store у США, обігнавши Snapchat. Пізніше за перші чотири дні Miitomo було завантажено 1,6 мільйона користувачів у Сполучених Штатах. До квітня 2016 року база користувачів Miitomo налічувала понад 10 мільйонів користувачів із 300 мільйонами розмов між друзями та 20 мільйонами скріншотів, зроблених у самій програмі.
Проте пізніші спостереження, проведені SurveyMonkey, показали, що лише чверть людей, які регулярно завантажували його, відкривали застосунок до травня 2016 року, користуючись ним вдвічі менше, ніж Candy Crush Saga та Clash Royale.

## Нотатки
1. ↑  ミートモ (яп. Mītomo) на японській
2. ↑  Австралія, Австрія, Бельгія, Канада, Франція, Німеччина, Ірландія, Італія, Японія, Люксембург, Нідерланди, Нова Зеландія, Росія, Іспанія, Велика Британія, і США
3. ↑  Аргентина, Аруба, Багами, Барбадос, Білорусь, Болівія, Ботсвана, Чилі, Колумбія, Данія, Домініканська Республіка, Еквадор, Сальвадор, Фінляндія, Гана, Гватемала, Гондурас, Індія, Мадагаскар, Мальта, Маврикій, Республіка Молдова, Намібія, Нікарагуа, Норвегія, Панама, Папуа Нова Гвінея, Парагвай, Перу, Філіппіни, Португалія, Руанда, Сейшельські острови, Сінгапур, Сурінам, Швеція, Тринідад і Тобаго, Уганда, Замбія та Зімбабве. В Арубі, Руанді та Замбії застосунок був доступний лише через Google Play, оскільки в цих країнах на той час не було офіційного магазину для iOS.